# Diego Figueredo
Diego Antonio Figueredo Matiauda, paragvajski nogometaš, * 28. april 1982, Asunción, Paragvaj.
Sodeloval je na nogometnemu delu poletnih olimpijskih iger leta 2004 in osvojil srebrno medaljo.